# Arena (tidskrift)
Arena var en partipolitiskt obunden, vänsterpolitisk kulturtidskrift (ISSN 1652-0556) som gavs ut i Stockholm av Politikens och Idéernas Arena. Den grundades 1993 och hette ursprungligen Politikens, kulturens & idéernas Arena (ISSN 1104-4209), men antog 2003 namnet Arena. Tidskriften ingick i Arenagruppen och utkom varannan månad under 24 år fram till dess nedläggning 2017. Den var inte bunden till något politiskt parti men lyfte ofta värderingar som är vanliga inom den svenska vänstern. Bland chefredaktörerna fanns Karolina Ramqvist, Per Wirtén, Devrim Mavi, Björn Werner och Håkan A. Bengtsson. Arena var en av fyra svenska medlemmar i det europeiska kulturtidskriftsnätverket Eurozine.
Efter att tidningen av ekonomiska orsaker slutade ges ut i organiserad tryckt form fortsatte den att leva vidare på webben i form av Dagens Arena.